# موسيقى الفيلك

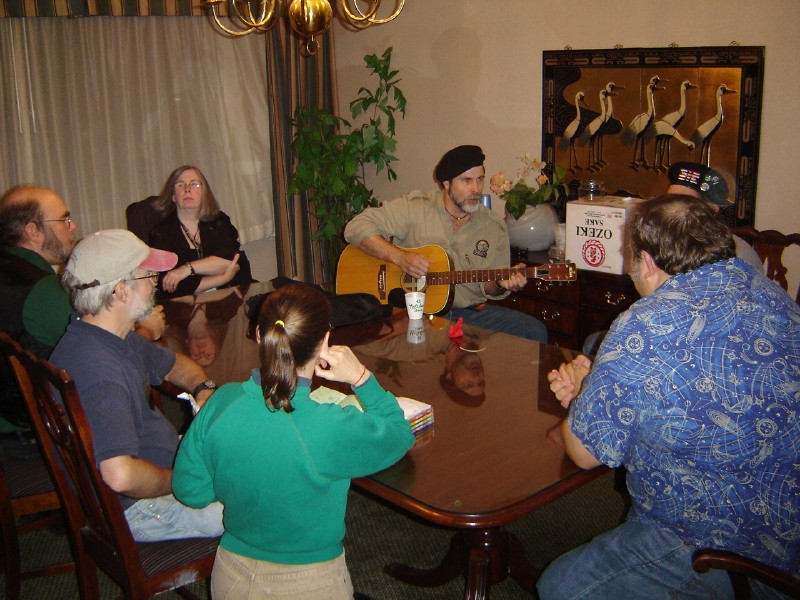
معجبون يعزفون موسيقى فيلك في ConClave 30

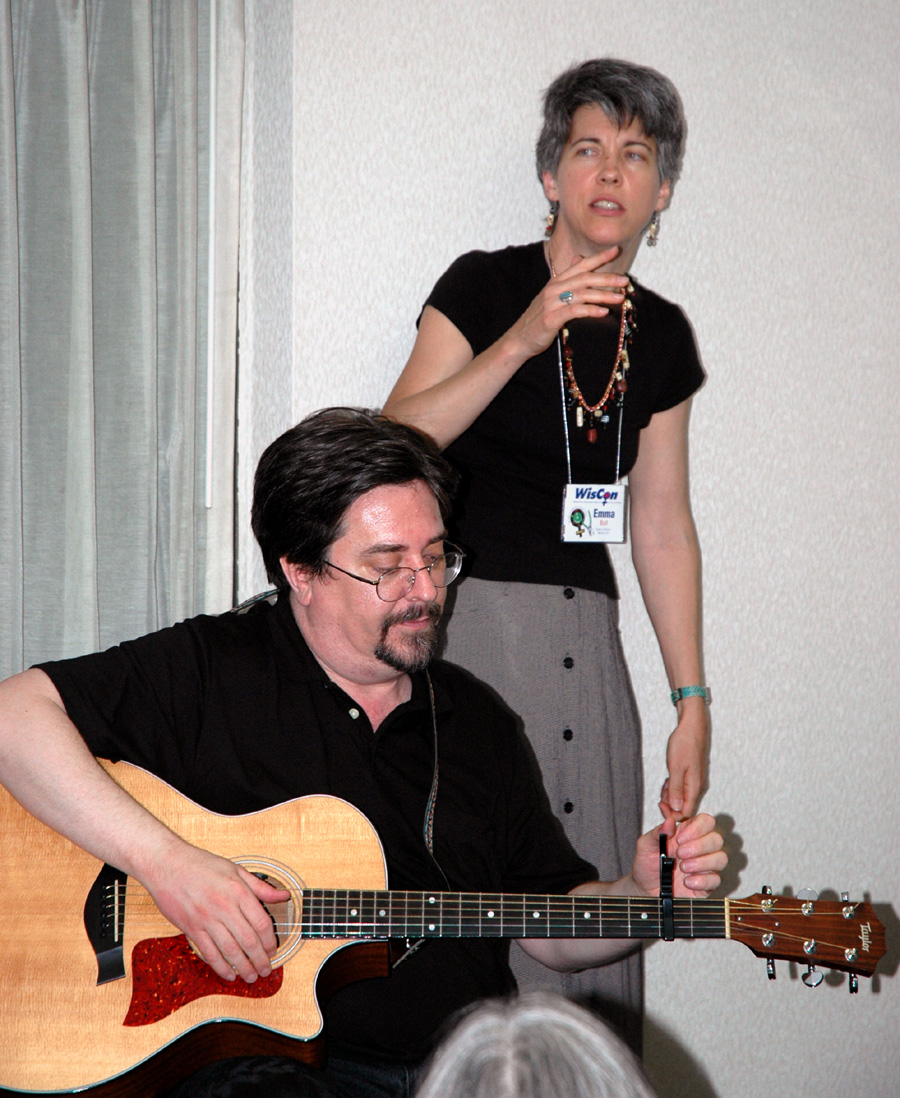
باتريك نيلسن هايدن وإيما بول يؤلفان الموسيقى في Wiscon 2006

موسيقى الفيلك (بالإنجليزية: Filk music)‏ هي ثقافة ونوع ومجتمع موسيقي مرتبط بمعجبي الخيال العلمي والفنتازيا والرعب، وهو أيضا نوع من أنشطة المعجبين. ما زال النوع نشيطا منذ عقد 1950 وازدادت شهرته منذ وسط عقد 1970.

## وصلات خارجية
- Boros، Chris (9 يناير 2010). "Science-Fiction Music: Monsters, Aliens in 'Filk'". All Things Considered. الإذاعة الوطنية العامة. مؤرشف من الأصل في 2020-02-10. اطلع عليه بتاريخ 2010-01-10.
- Cohen، Georgiana (20 مارس 2008). "What is Filk?". The Boston Phoenix. مؤرشف من الأصل في 2008-09-06. اطلع عليه بتاريخ 2017-08-09.